# Центр Номос
Центр «Но́мос» (др.-греч. νομός) — украинская неправительственная аналитическая организация. Полное наименование — Центр содействия изучению геополитических проблем и евроатлантического сотрудничества Черноморского региона «Номос».
Центр «Номос» был учреждён в ноябре 2003 года, как единственная на Украине независимая неправительственная организация, целью которой является проведение исследований в сферах международных отношений, национальной безопасности, европейской и евроатлантической интеграции в Черноморско-каспийском регионе.
Офис Центра «Номос» был расположен в Севастополе. Эксперты «Номоса» работают также в Киеве, Днепропетровске, других городах Украины. Центр поддерживает партнерские отношения с более чем полуторами десятками независимых аналитических центров на Украине и за её рубежом.

## Предпосылки создания
Черноморский регион, в широком понимании, представляет собой мозаичную картинку накладывающихся друг на друга политических интересов и сфер влияния различных государств и их групп.
Геополитическая важность региона вытекает именно из смешения культур на стыке цивилизаций, международной торговли, идей, влияний. Имея значительные неиспользованные потенциальные возможности, Причерноморье продолжает оставаться регионом где фокусируются истоки событий будущего.
Черноморский регион отличается комплексностью региональных отношений, обусловленной разнородностью региональных субъектов и присутствием в регионе интересов глобальных мировых игроков. Это, в свою очередь порождает тесные взаимосвязи с соседними регионами — Каспийским, Балтийским, Средиземноморским, и привлекает к активному взаимодействию в рамках черноморского диалога не только черноморские государства.
Попытки организовать Черноморский диалог, то есть сотрудничество причерноморских стран, а также влиятельных глобальных игроков предпринимались достаточно давно. Однако проблема в том, что у стран Черноморского региона отсутствует единая позиция по этому вопросу. Есть позиция, интересы и представления бизнеса, локализованного в регионе и взаимодействующего с региональными партнёрами. Есть интересы, соображения, взгляды отдельных представителей государственного аппарата и крупных корпоративных структур. Есть мнения компетентных экспертов, представляющих государственные и неправительственные организации, которые в состоянии проанализировать ситуацию, сделать прогнозы, разработать стратегию. Но их возможности не востребованы, так как нет системообразующего фактора, консолидирующего все эти разносторонние виденья, интересы и потенциалы.
В этих условиях возникла идея создания непосредственно в «сердце» Черноморского региона — Севастополе — независимого неправительственного аналитического центра, который бы стал инструментом интеллектуальной интеграции украинских и зарубежных элит, полем для диалога и дискуссий экспертного сообщества и политиков о состоянии и перспективах развития Черноморья.

## Деятельность
Центр «Номос» основан в 2003 году группой энтузиастов. Целью центра было заявлено содействие всем заинтересованным сторонам (политикам, экспертам, учёным, журналистам) в изучении геополитических проблем Черноморского региона. Впоследствии, под влиянием процессов европейской и евроатлантической интеграции ряда причерноморских стран, в сферу интересов «Номоса» вошли вопросы европейского и евроатлантического сотрудничества, а география исследований расширилась до Черноморско-Каспийского региона и продолжает расширяться.

### Направления деятельности
- независимый стратегический анализ и оценка событий, которые касаются всех основных аспектов национальной и международной безопасности;
- информирование населения о проблемах европейской и евроатлантической интеграции;
- содействие правительственным и неправительственным организациям, международным институтам, политическим партиям в вопросах организации и проведения информационных, просветительских, учебных и других программ;
- разработка рекомендаций по устранению существующих и потенциальных угроз национальным интересам и приоритетам Украины;
- обобщение мирового опыта экономического и политического развития, реализации новых подходов инновационного развития на Украине, привлечении научной общественности в проведении исследований по актуальным проблемам геополитики, избирательных технологий и публикации актуальных статей учёных в отечественных и зарубежных изданиях;
- участие в проектах по осуществлению гражданского контроля за сектором безопасности.

### Формы деятельности
Центр «Номос» готовит аналитические справки, статьи, исследования, комментарии по актуальным проблемам государственной политики в сфере национальной и международной безопасности. Результаты исследований представляются на публичных обсуждениях,
печатаются в украинских и зарубежных СМИ.
Исследования «Номоса» использовали в работе международные организации (Еврокомиссия), посольства европейских и причерноморских государств, международные аналитические центры,
Администрация Президента, Верховная Рада, Министерство иностранных дел Украины.
С 2006 года — ведущая общественная организация Целевой группы по вопросам экономической безопасности Сети Партнерства Украина-НАТО под эгидой Совместной группы высокого уровня по вопросам военной реформы (JWGDR).
С 2005 года «Номос» издаёт общеукраинский ежеквартальный журнал «Чорноморська безпека» (рус. Черноморская безопасность) в котором публикуются информационные и аналитические материалы посвящённые различным аспектам региональной и международной безопасности. Аналитические материалы публикуются также на сайте «Номоса».
Начиная с 2007 года Центр «Номос» ежегодно проводит международные конференции по актуальным для региона проблемам с участием учёных, экспертов, политиков из стран Причерноморья, Европы, Кавказа.
Партнёры «Номоса» — независимые аналитические центры на Украине, в России, странах Южного Кавказа, Евросоюза, США.